# Retriever

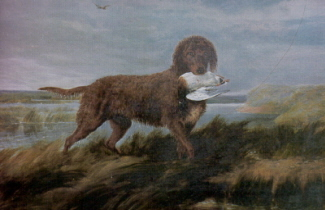
Tweed Water Spaniel dog ut under senare delen av 1800-talet.

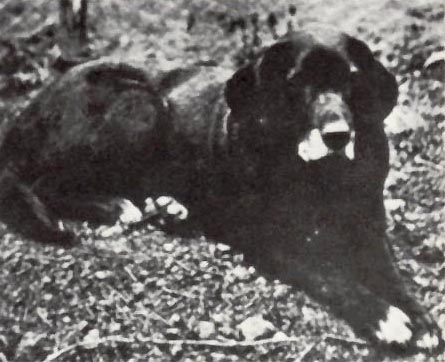
En tik av rasen St. John's Dog, fotograferad i England cirka 1856.

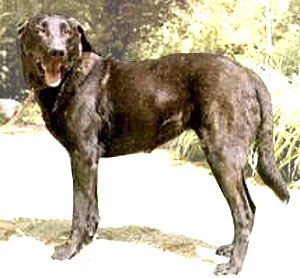
Cão de castro laboreiro, vars likhet med labrador retrievern har påtalats.

Retriever är samlingsnamnet på sju hundraser som alla är apporterande fågelhundar. Namnet retriever är engelska och kan direktöversättas som apporterare. Enligt den internationella kennelfederationen Fédération Cynologique Internationales (FCI) rasgruppsindelning ingår retrievern i grupp 8, stötande och apporterande hundar, sektion 1, apporterande hundar. Samtliga sju retrieverraser är besläktade med varandra.

## Användning och egenskaper
De korsades fram och renavlades under 1800-talet i Storbritannien och på Nordamerikas nordöstra kust. De avlades fram för att kunna användas vid jakt på sträckande sjöfåglar samt vid klappjakter; det vill säga jakt där man lägger ner ett stort antal vilt på kort tid och där jakthundar vanligen inte kommer till användning. Dessa nu så folkkära hundraser utvecklades alltså från början för att fylla behov på storgodsen i England och Skottland.
Gemensamt för de olika retrieverraserna är att de har simhud på tassarna och vattenavstötande päls. De har starkt luktsinne och mjukt bett. Nedärvda egenskaper är stark dragning till vatten; ointresse för levande, oskadat vilt och drift att bära saker. Retrievrar är lättlärda och samarbetsvilliga.
Ointresset för levande vilt är nödvändigt vid klappjakter för att inte störa jakten. Det mjuka bettet är viktigt för att inte trasa sönder det nedlagda viltet.

## Ursprung
Retrieverraserna anses ha ett gemensamt ursprung i de utdöda hundraserna St. John's Dog och Tweed Water Spaniel. Den senare var en brittisk motsvarighet till vattenhundarna och liknade irländsk vattenspaniel, men var kraftigare byggd. Den är även omtalad som Tweed Spaniel och Old Water Spaniel (det har också funnits en Large Rough Water Dog på Brittiska öarna).
St. John's Dog, namngiven efter Newfoundlands huvudstad St. John's är även omtalad som Black Water Dog och Labrador Dog och har beskrivits som den mindre av de båda hundraserna från Newfoundland. Den hade lågt ansatt uttersvans precis som labrador retrievern och fanns med både kortare och längre, vågig päls. Den användes som vattenapportör vid jakt på andfåglar och av fiskare för att apportera redskap.
Tillsammans med Newfoundlandshunden är St. John's Dog den enda arktiska hundrasen som inte varit av spetstyp. Deras anfäder måste alltså ha kommit till Nordamerika med europeiska emigranter. De raser som brukar nämnas är braquehunden Saint Hubert's Dog (det vill säga förfadern till blodhunden, Chien de Saint-Hubert, tidigare engelsk blodhund) samt svarta vallhundar kallade coalies (för färgens skull, jämför Collie (olika betydelser)). Enligt en annan teori skulle portugisiska fiskare, som började fiska utanför Newfoundland redan på 1500-talet, ha fört med sig exemplar av den lättare molosserhunden Cão de castro laboreiro. Denna teori bygger på bildlikhet mellan labrador retrievern och denna ras, men det finns inga belägg för att fiskare skulle ha fört med sig bergs- och herdehundar till havs, särskilt som portugiserna använt en annan apportör vid fiske, den portugisiska vattenhunden. Cão de castro laboreiro, som är en av de äldsta hundraserna på Iberiska halvön, har dock förutom utseendet en viktig egenskap gemensam med labradoren och det är dominanta anlag vid korsning med andra raser.
Under 1700- och 1800-talen exporterades många St. John's Dog till Storbritannien som extrainkomst för fiskare och fraktskeppare. På 1880-talet infördes höga skatter på hundar i Newfoundland och det instiftades förbud mot att inneha hundar på öarna i provinsen, vilket ledde till att rasen decimerades och så småningom försvann helt. Samtidigt försvårades export av hundar till Storbritannien som följd av nya karantänsbestämmelser för att hindra spridning av rabies.
Även inkorsning av andra raser har haft betydelse för utvecklingen av retrievrarnas speciella uppsättning av egenskaper. Pointer och setter användes för att öka fart och stil vid avsökning av terrängen; vallhundar för att förbättra dresserbarheten och dirigerbarheten; samt förmodligen blodhundar för att stärka luktsinnet.

## Rashistorik och inbördes släktskap
Curly coated retrievern anses vara den äldsta retrievertypen och den som står vattenhundarna närmast. Det var den vanligaste retrievern under 1800-talet, registrerad som ras redan 1854 av The Kennel Club och 1860 visades den första gången upp på hundutställning. Ända till omkring sekelskiftet 1800/1900 var det dock hårlaget mer än härstamningen som avgjorde om en brittisk retriever skulle klassas som curlycoated, wavycoated eller smoothcoated på utställningarna. 1890 bildades rasklubben för curly coated retriever och rasstandarden skrevs.
Under 1870-talet började det som skulle bli flatcoated retrievern renavlas av Sewallis Evelyn Shirley, initiativtagare till den brittiska kennelklubben, parlamentsledamot samt ättling till förste earlen av Ferrers.
Retrievrarna fanns i olika nyanser från närmast vitt över gult, crème och brunt till svart. De ljusare möttes med skepsis och de vita försvann med tiden. Till 1913 registrerades gula långhåriga retrievrar som wavycoated eller flatcoated retrievers, det året erkändes Retrievers (golden or yellow) som en egen ras av brittiska kennelklubben och standard skrevs. År 1919 ändrades namnet till golden retriever. Arbetet med att skapa rasen hade inletts 1868 av den förste baronen av Tweedmouth då han parade en gul wavycoated-tik med en Tweed Water Spaniel.
Den släthåriga (smoothcoated) labrador retrievern är den retriever som står närmast St. John's Dog. De avlades fram av andre och tredje earlen av Malmesbury från 1810 samt senare sjätte hertigen av Buccleuch med importer från Newfoundland som grund. Rasen godkändes 1903 av brittiska kennelklubben, då även de första labradorerna deltog på utställning. År 1916 bildades rasklubben och standarden skrevs.
Första världskriget innebar en nedgång för verksamheten på storgodsen, antalet stora jakter på änder och fälthöns minskade och hundarna såldes. Både curly coated retrievern och flatcoated retrievern var nära att dö ut.
Om de brittiska retrievrarna skapades för storgodsens behov, så var livsbetingelserna för de båda amerikanska raserna från början betydligt kärvare. Både chesapeake bay retriever och nova scotia duck tolling retriever har skapats för enmansjakt. Bakgrunden för chesapeake bay retrievern är ungefär densamma som för de brittiska raserna, främst St. Johns' Dog som grund och inkorsning av andra typer för att stärka önskvärda egenskaper. Utvecklingen började runt Chesapeake Bay i Maryland och Virginia under tidigt 1800-tal. År 1887 skrevs standard och rasen registrerades av American Kennel Club och 1918 bildades rasklubben.
Den yngsta av de erkända retrievrarna är den från Nova Scotia. Också denna typ anses gå tillbaka till början av 1800-talet, men rasen godkändes av kanadensiska kennelklubben först 1945 och rasklubben bildades så sent som 1974. Ändå är det denna ras som har det mest dunkla och odokumenterade ursprunget av alla retrievrar. Att låta hundar leka i strandkanten för att väcka änders nyfikenhet så att de kommer inom skotthåll är en typ av jakt som bedrivits med fågelhundar i Europa under århundraden. Ursprunget till den kanadensiska retrievern anses vara en typ kallad Red Decoy Dog och med inkorsningar av samma slag som för övriga retrieverraser fick man så småningom fram Little River Duck Dog eller Yarmouth Toller, grunden till dagens nova scotia duck tolling retriever.
Murray River Retriever från Australien är inte erkänd av den internationella hundorganisationen Fédération Cynologique Internationale (FCI). Den är lik curly coated retriever men är betydligt mindre.

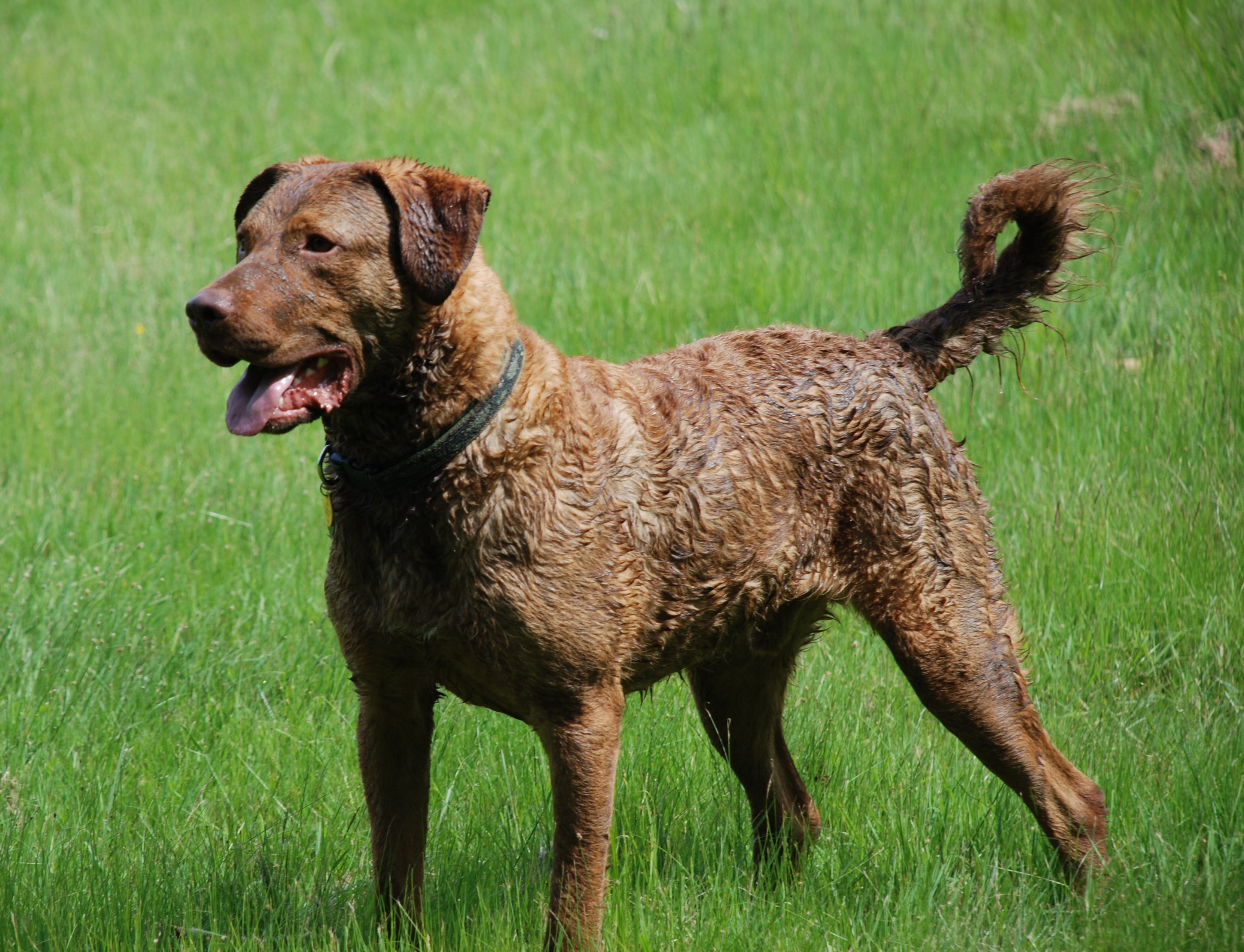
Chesapeake bay retriever
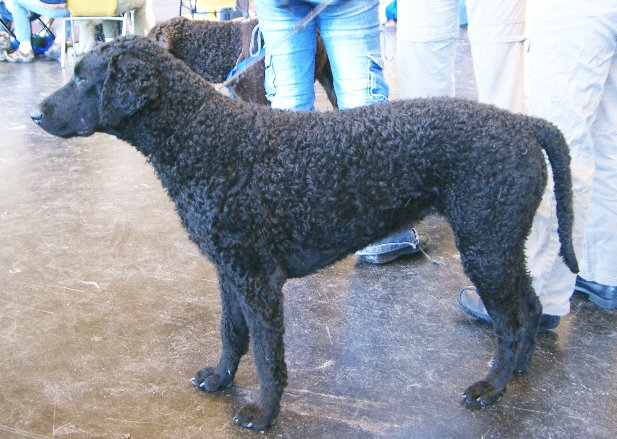
Curly coated retriever
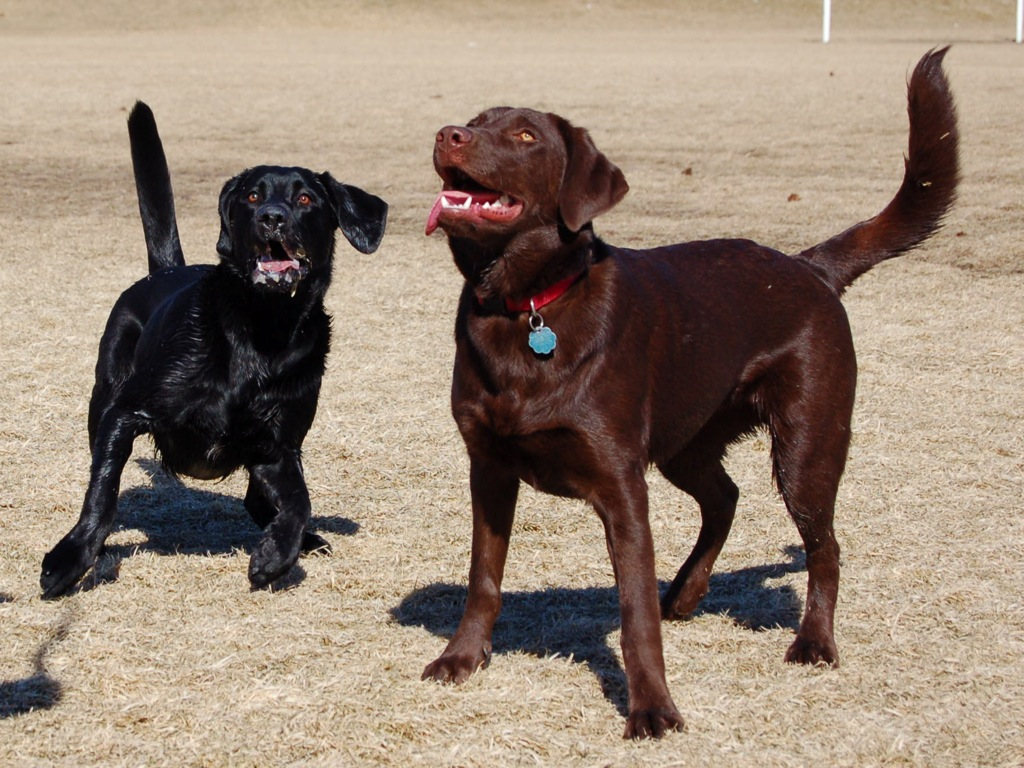
Labrador retriever

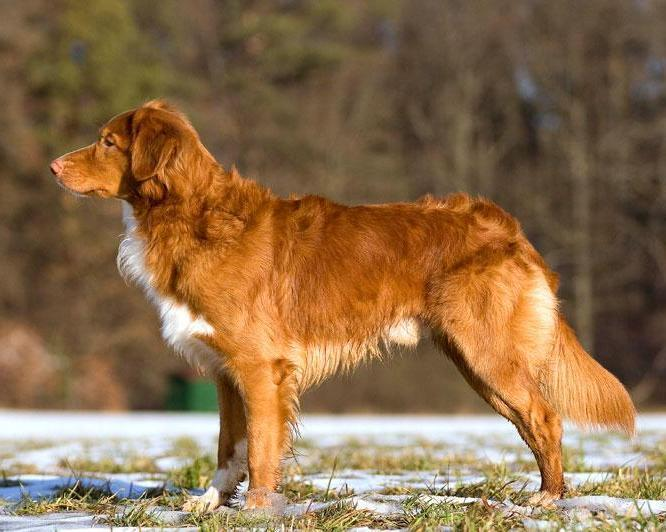
Nova scotia duck tolling retriever
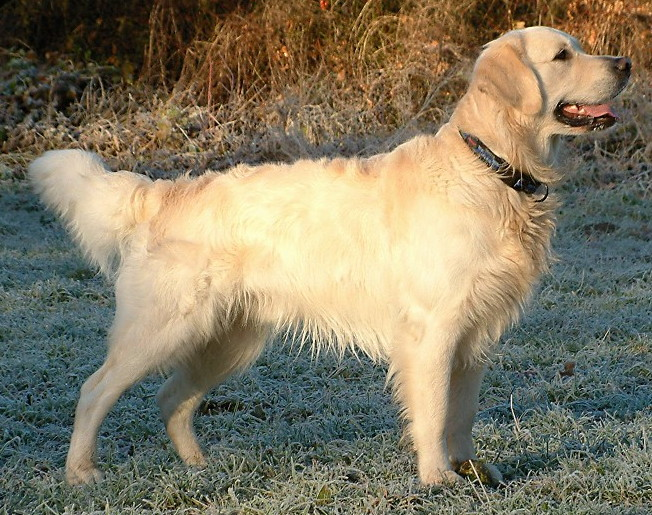
Golden retriever
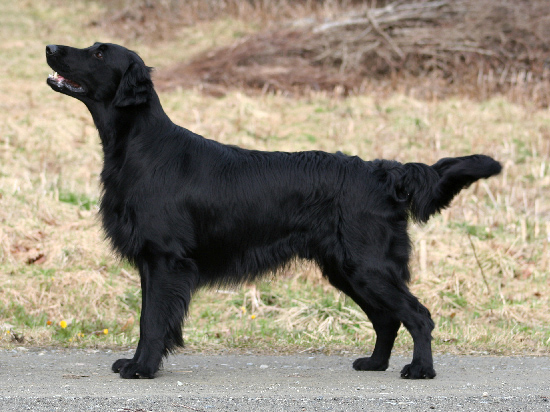
Flatcoated retriever
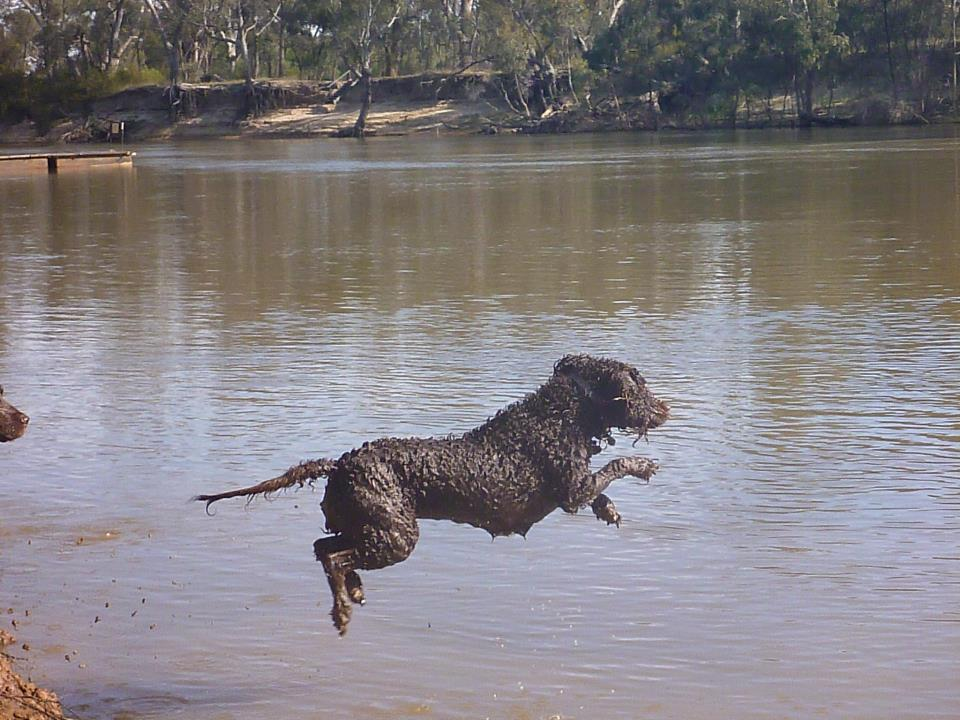
Murray River Retriever